# Маковиска (Торуньский повет)
Маковиска — деревня в гмине Черниково Торуньского повета Куявско-Поморского воеводства в центральной части севера Польши.